# Nerf petit palatin
Les nerfs petits palatins ( nerf palatin postérieur et nerf palatin moyen) sont des branches terminales du nerf maxillaire.
Ils descendent par le canal grand palatin et émerge par le petit foramen palatin.
Ils innervent le palais mou, les amygdales et la luette.
Ils donnent également des branches nasales qui innervent la cavité nasale.